# Lothar Milde
Lothar Milde (Halle, 8 novembre 1934) è un ex discobolo tedesco, vincitore della medaglia d'argento alle Olimpiadi di Città del Messico nel 1968.

## Palmarès
| Anno | Manifestazione | Sede              | Evento           | Risultato | Misura  | Note |
| ---- | -------------- | ----------------- | ---------------- | --------- | ------- | ---- |
| 1960 | Olimpiadi      | Roma              | Lancio del disco | 12º       | 53,33 m |      |
| 1962 | Europei        | Belgrado          | Lancio del disco | Bronzo    | 55,47 m |      |
| 1964 | Olimpiadi      | Tokyo             | Lancio del disco | 14º       | 53,39 m |      |
| 1966 | Europei        | Budapest          | Lancio del disco | Bronzo    | 56,80 m |      |
| 1968 | Olimpiadi      | Città del Messico | Lancio del disco | Argento   | 63,08 m |      |
| 1969 | Europei        | Atene             | Lancio del disco | Bronzo    | 59,43 m |      |
| 1971 | Europei        | Helsinki          | Lancio del disco | Argento   | 61,62 m |      |